# Clephydroneura flavicornis
Clephydroneura flavicornis là một loài ruồi trong họ Asilidae. Clephydroneura flavicornis được Macquart miêu tả năm 1838.